# 根尾村立高尾小学校
根尾村立高尾小学校 （ねおそんりつ たかおしょうがっこう）は、かつて岐阜県本巣郡根尾村（現・本巣市）に存在した公立小学校。

## 概要
- 根尾村南部の小学校であった。1999年廃校。
- 校舎は改修され、2015年（平成27年）から本巣市立根尾幼稚園の園舎に転用されている[1]。

## 沿革
高尾村は1872年の学制発布後も学校は開かれず、村の有力者、僧侶、学識者などにより村塾が開かれ、児童を教育していた。
- 明治初期 - 禅林寺跡で村塾が開かれる。
- 1884年（明治17年） - 水鳥学校高尾分校を設置。
- 1886年（明治19年） - 独立し、高尾簡易科小学校となる。
- 1887年（明治20年） - 高尾尋常小学校に改称する。
- 1889年（明治22年）7月1日 - 宇津志村、高尾村、水鳥村、松田村、大井村、大河原村、能郷村が合併し、西根尾村が発足。
- 1904年（明治37年）4月1日 - 東根尾村、中根尾村、西根尾村が合併し、根尾村が発足。
- 1941年（昭和16年）4月1日 - 高尾国民学校に改称する。
- 1947年（昭和22年）4月1日 - 根尾村立高尾小学校に改称する。根尾中学校高尾分校を設置。
- 1959年（昭和34年）3月 - 根尾中学校高尾分校を廃止。
- 1999年（平成11年）3月 - 樽見小学校に統合され、廃校。